# Rudgea grandifructa
Rudgea grandifructa là một loài thực vật có hoa trong họ Thiến thảo. Loài này được C.M.Taylor & M.Monsalve miêu tả khoa học đầu tiên năm 1997.